# Ghauspur
Ghauspur ou Ghous Pur (en ourdou : غوث پور) est une ville pakistanaise située dans le district de Kashmore, dans le nord de la province du Sind. Elle est située à trente kilomètres au nord-ouest de Ghotki.
La population de la ville a été multipliée par presque cinq entre 1972 et 2023, passant de 9 401 habitants à 43 476 lors de recensement de 2023.
|            | 1972 (rec.) | 1981 (rec.) | 1998 (rec.) | 2017 (rec.) | 2023 (rec.) |
| ---------- | ----------- | ----------- | ----------- | ----------- | ----------- |
| Population | 9 401       | 14 293      | 25 081      | 35 319      | 43 476      |